# Ђулићи (Теслић)
Ђулићи су насељено мјесто у општини Теслић, Република Српска, БиХ. Према попису становништва из 2013. у насељу је живјело 2.083 становника.

## Географија
Налази се на 200-290 метара надморске висине, површине 6,72 км2 , удаљено око 3 км од општинског центра. Збијеног је типа. Припада мјесним заједницама Ђулићи (засеоци Бријестови, Буковача, Горњи Ђулићи, Драче, Ђулићи-Центар, Јовичићи, Крушковице и Малињак) и Ирице (Бјеловоде, Гибићи, Ирице, Иришкићи, Омеровићи и Хаџићи). Смјештено је у долини Мале Усоре. Атар је прекривен обрадивим површинама и шумарцима.

## Историја
Према предању, село је добило име према турској ријечи ђул, која означава ружу. У периоду аустроугарске управе, када је почела експлоатација шума у овом крају, изграђена је ускотрачна пруга Усора-Прибинић (демонтирана 1971), а први воз кроз Ђулиће прошао је 1891. године. Фирма "Хорват и Шајдиг" из Сарајева 1900-1909. градила је уз пругу постројења фабрике грађевинског материјала. Имала је циглану, а производила је и другу глинену робу, као и столарију. Сировине је набављала из околине и из Макљеновца Турског код Добоја. Фабрика је 1913. престала да ради, а након Првог свјетског рата фирма је ликвидирана. Франц Шајдиг имао је вилу у овом крају.

## Становништво
Село је 1879. пописано као Теслић Ђулић, а имало је 20 домаћинстава и 213 становника (муслимана); 1948. као Ђулићи - 134 становника. Селу су 1955. припојена насељена мјеста Густи Теслић, Ирице и Шимићи. Године 1971. имало је 1.035 становника; 1991. - 1.517 (713 Срба, 680 Муслимана, 36 Југословена, десет Хрвата и 78 из реда осталих); 2013. - 642 домаћинства и 2.086 становника (од чега 1.707 Срба, 12 Хрвата и 40 из реда осталих). Српске старосједилачке породице су: Грабовац - славе Никољдан; дио Јовичића (надимак Брђани) - Ђурђевдан; дио Јовичића (надимак Поточани) - Св. Симеона Мироточивог; Стјепановић - Петровдан; Цигић - Лучиндан. Према предању, ове породице поријеклом су из села Младиковине (општина Теслић). Сеоска молитва за родну го-дину (масла) одржава се на Духовски понедјељак. Старосједилачка хрватска породица је Профус. Бошњачке породице су: Гарић, Гибић, Зукић, Иришкић, Карабеговић, Омеровић. У селу живи и ромска породица Хусејиновић. Током и послије рата 1992-1995. у Ђулиће се доселио велики број породица из граничних села теслићке општине (Брезове Дане, Језера и Козила), која су страдала
у Одбрамбено-отаџбинском рату и највећим дијелом припала Федерацији БиХ. У Другом свјетском рату погинуло је десет цивила, а у Одбрамбено-отаџбинском рату 1992-1995. шест бораца Војске Републике Српске и осам припадника муслиманских/бошњачких оружаних снага.
Погинулим борцима Војске Републике Српске у селу је подигнут споменик. Становништво се углавном бави пољопривредом или ради у Теслићу, гдје се налазе и најближа гробља свих трију конфесија, те православна и католичка црква. Месџид у засеоку Ирице, грађен 1971-1972, срушен је у рату 1992, а на његовим темељима 2002-2010. изграђена је џамија. Четворогодишња основна школа отворена је 1953, а 2019. радила је као деветогодишња ОШ "Иво Андрић". Село је 2019. имало друштвени дом, ветеринарску станицу, неколико трговинских, занатских и угоститељских објеката. У средишту Ђулића постављена је јавна расвјета и пјешачка стаза дуж магистралног пута Добој - Бања Лука. Село је добило електричну енергију 1965, асфалтни пут 1976, а телефонску мрежу 1984. године. Прикључено је на теслићки водовод.
| Националност       | 1991.        | 1981.        | 1971.        | 1961. |
| Срби               | 710 (46,95%) | 572 (45,03%) | 503 (48,59%) |       |
| Муслимани          | 673 (44,51%) | 622 (48,97%) | 518 (50,04%) |       |
| Југословени        | 37 (2,44%)   | 52 (4,09%)   |              |       |
| Хрвати             | 12 (0,79%)   | 6 (0,47%)    | 6 (0,57%)    |       |
| Црногорци          |              | 5            | 2            |       |
| Словенци           |              |              |              |       |
| остали и непознато | 80 (5,29%)   | 13           | 5            |       |
| Укупно             | 1.512        | 1.270        | 1.035        | '     |

| Демографија | Демографија | Демографија |
| Година      | Становника  | Становника  |
| ----------- | ----------- | ----------- |
| 1879.       | 213         |             |
| 1948.       | 134         |             |
| 1961.       | 761         |             |
| 1971.       | 1.035       |             |
| 1981.       | 1.270       |             |
| 1991.       | 1.517       |             |
| 2013.       | 2.086       |             |